# Cimetière et monuments aux morts de Brouckerque
Le cimetière de Brouckerque est le cimetière de la commune de Brouckerque dans le Nord.

## Cimetière
Le cimetière se trouve au centre du bourg de Brouckerque. Il entoure l'Église Saint-Omer. Il abrite en grande majorité les tombes des personnes qui ont vécu à Brouckerque, dans le hameau de Coppenaxfort ou dans les communes voisines (Bourbourg, Looberghe etc.).
Quelques personnalités de la commune y sont enterrées. Parmi elles, on pourra citer la tombe d'Anne-Marie Chevalier (1920-2005), ancien maire de la commune et médaillée du Conseil général du Nord en 1995.

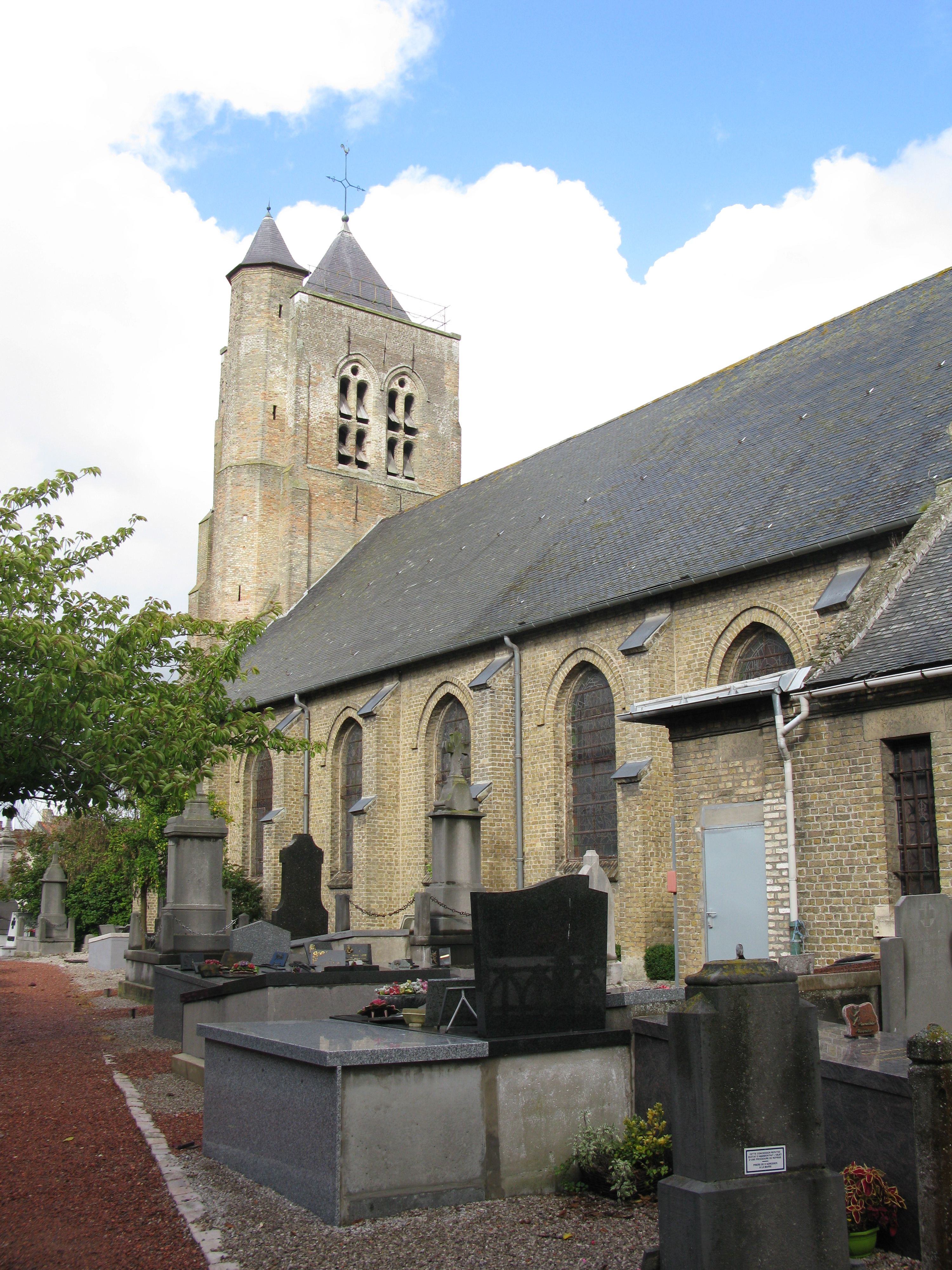
Église et cimetière côté sud.
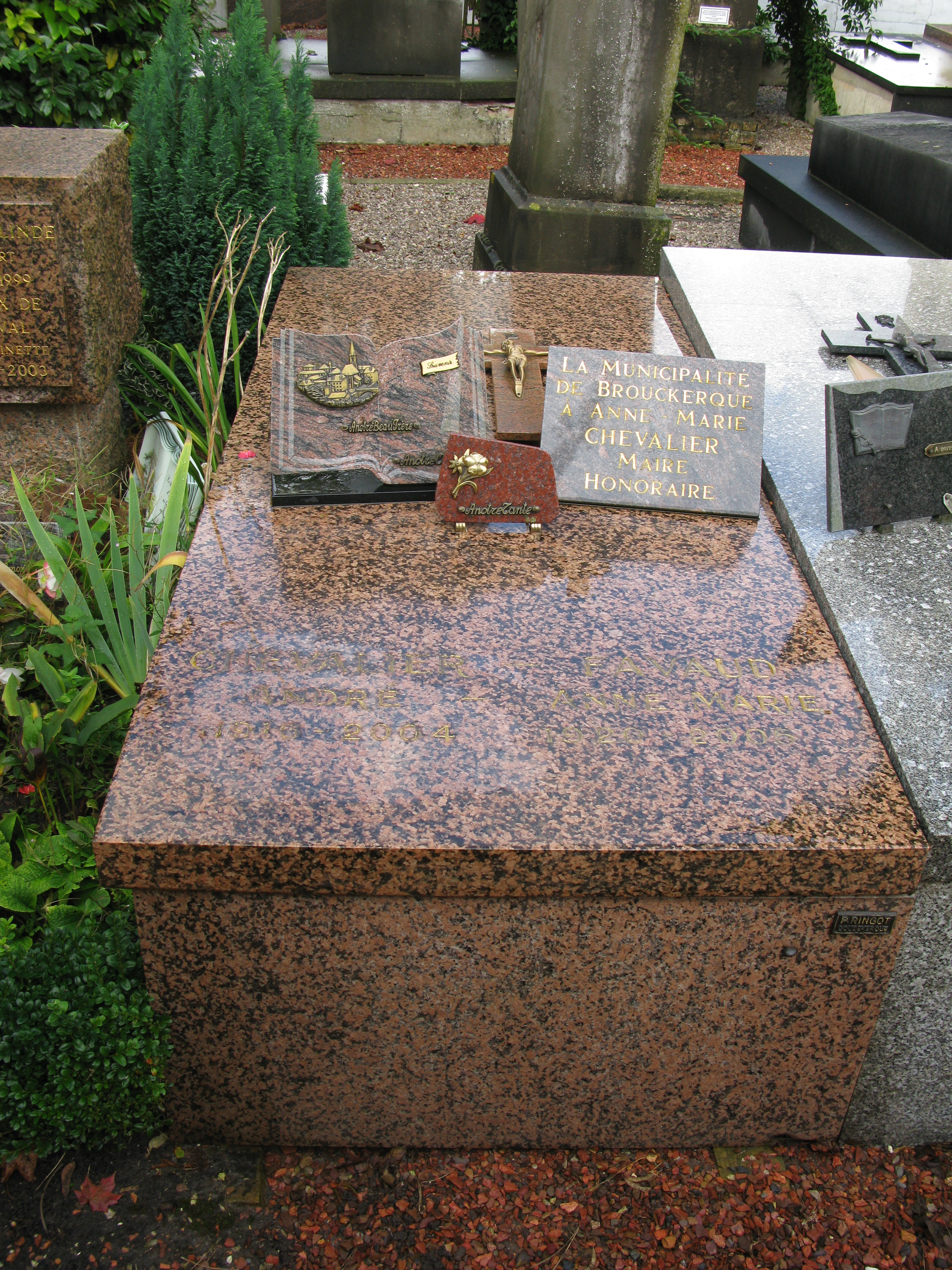
Tombe d'Anne-Marie Chevalier.
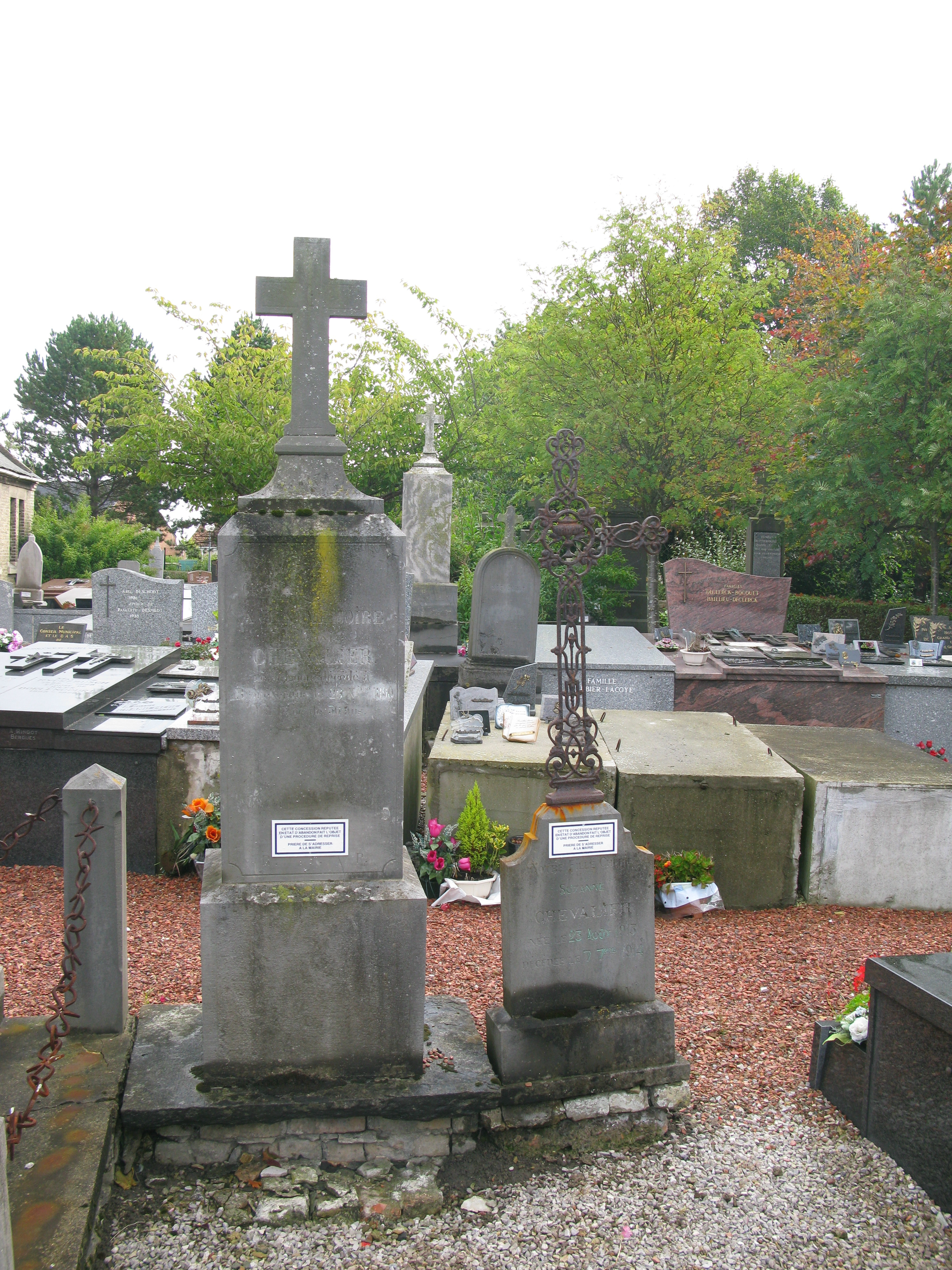
La plus vieille tombe du cimetière, qui date du XIXe siècle.

## Monuments
Outre les tombes, le cimetière abrite des monuments dédiés aux morts de la commune lors de différents conflits.
Un premier Monument aux morts, consacré à la Première Guerre mondiale, a été inauguré le 17 avril 1922, lundi de Pâques. C'est une haute colonne surmontée d'une croix, où est inscrit la mention « A nos glorieux Morts de la terrible guerre » ainsi que les noms des victimes des deux guerres mondiales classées de la sorte : 1914, 1915, 1916, 1917, 1918, militaires 1939-1945, civils 1939-1945. Le maître d'œuvre en fut N. Colin. 700 personnes étaient présentes à l'inauguration et un enfant récita « l'ode aux Morts » de Victor Hugo.
Un mémorial plus petit a été construit en août 1946, consacré aux morts du 33e régiment d'infanterie. C'est un parallélépipède trapézoïdal orné d'une croix, où on peut lire le nom de tous les militaires tombés pendant les combats du siège et de la bataille de Dunkerque sur son territoire et sur le front de Spycker. On y trouve aussi le nom de l'aumônier Jean De Beco, disparu le 11 avril 1945.

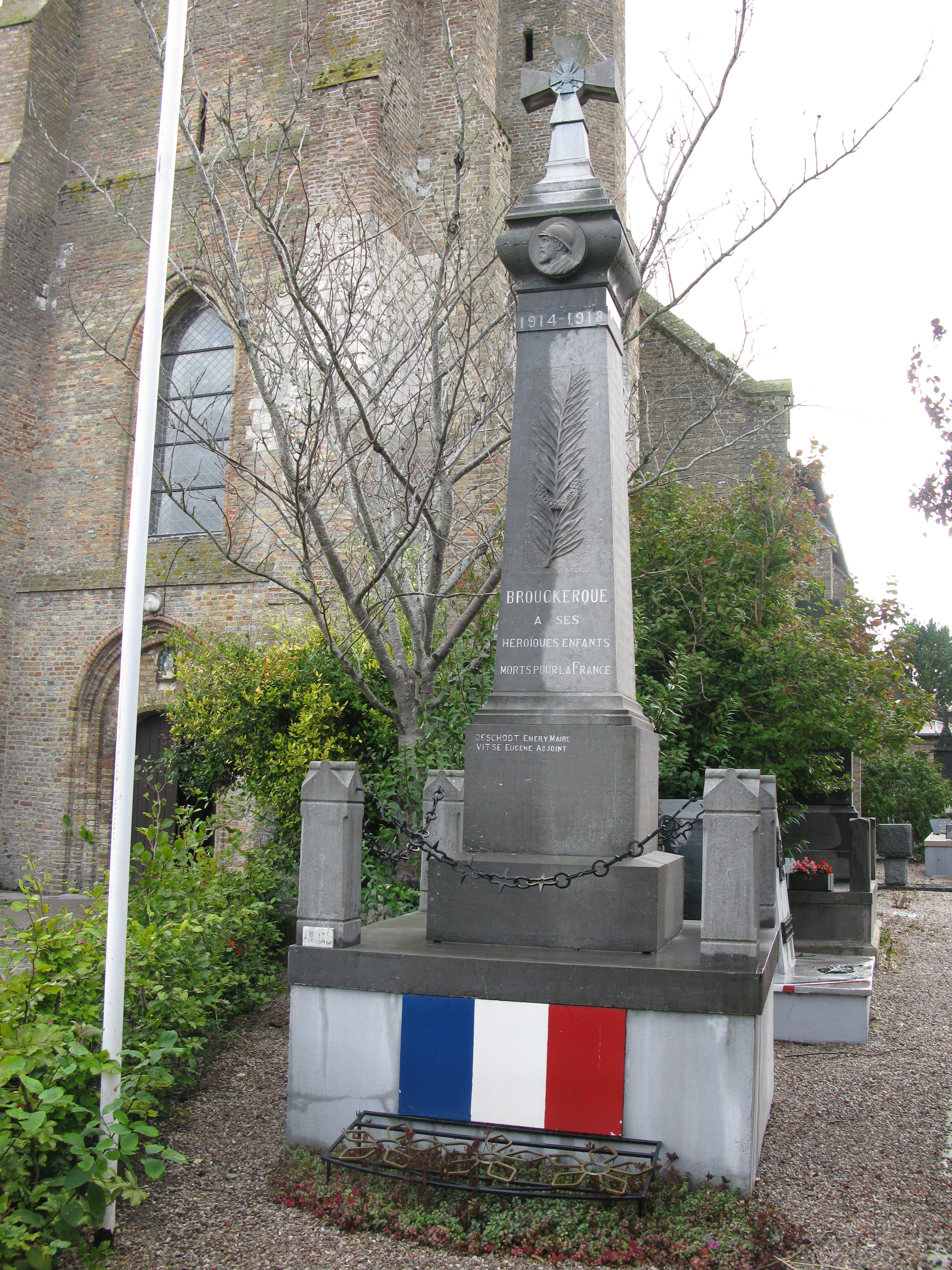
Monument aux Morts, consacré aux deux guerres mondiales.
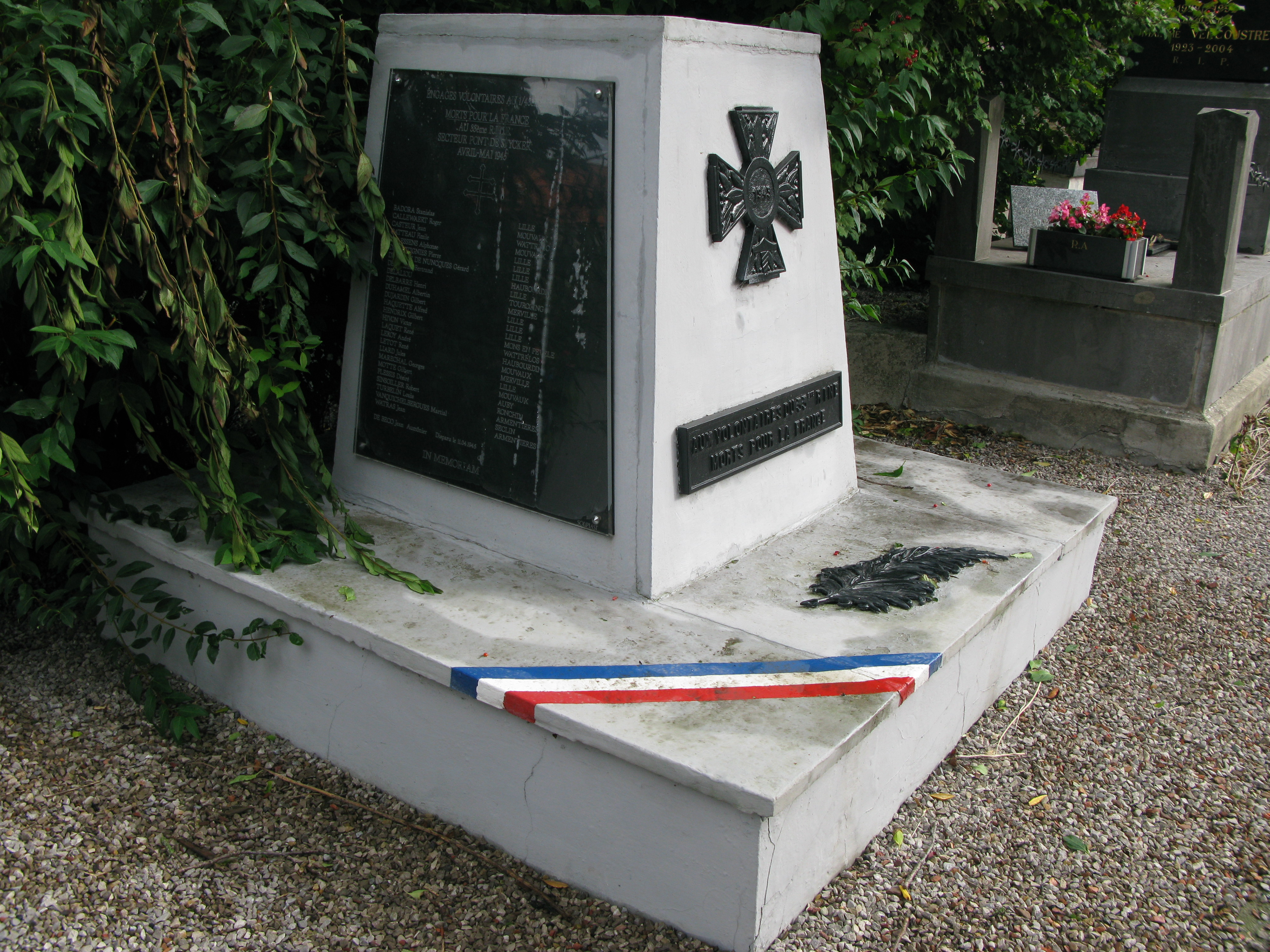
Monument consacré aux morts du 33e régiment d'infanterie.
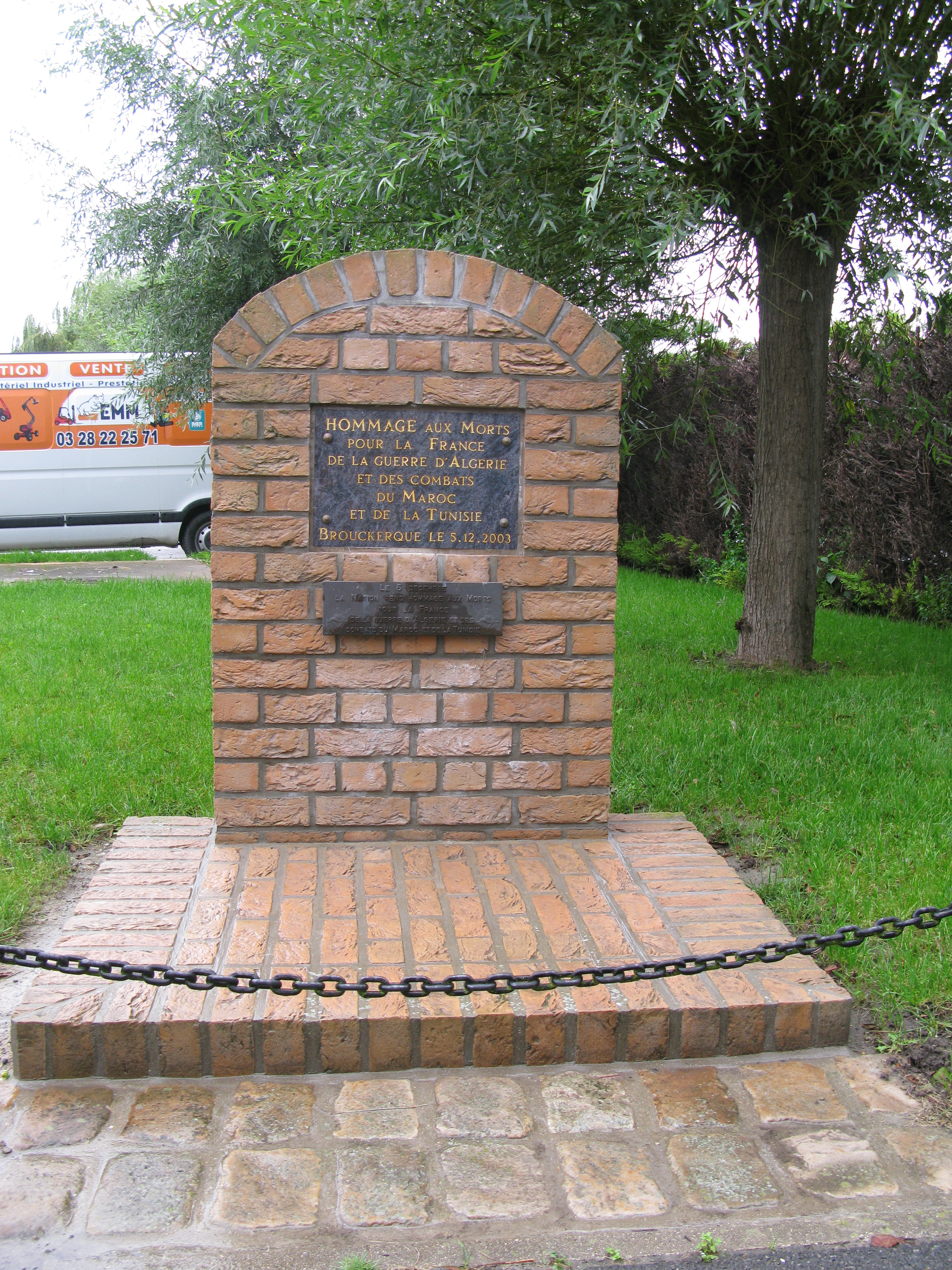
Mémorial maghrébin.

De plus, un autel a été placé en 1948 au fond de l'église, consacré à Thérèse de Lisieux, qui contient la liste des victimes de Brouckerque pendant les deux guerres.
Un nouveau mémorial a été édifié à la sortie de l'église. Inauguré le 5 décembre 2003, il est dédié à tous les anciens combattants des guerres du Maghreb (Algérie, Maroc et Tunisie).

## Anecdote
Le cimetière est le point le plus haut du village de Brouckerque. Il est situé à 2,3 mètres d'altitude.